# Swift (programovací jazyk)
Swift je multi-paradigmatický, kompilovaný, open source programovací jazyk od společnosti Apple, určený pro vývoj na platformách macOS, watchOS a iOS. Je zamýšlen jako alternativa k Objective-C a neměl by dovolit tolik chyb programátora jako Objective-C. Umí spolupracovat s existujícími frameworky Cocoa a Cocoa Touch. Swift je kompilován pomocí LLVM a ve stejném programu může být spolu s kódem v jazycích C, Objective-C a Objective-C++.

## Historie
Vývoj Swiftu započal Chris Lattner roku 2010 a následně se k němu připojili další vývojáři. Mnoho vlastností jazyka bylo převzato z Objective-C, Rust, Haskell, Ruby, Python, C#, CLU a mnoha dalších. 2. června 2014 byl jazyk zveřejněn na WWDC konferenci, spolu s dokumentací dostupnou na vývojářských stránkách Applu a v iBooks Store.

### Historie verzí
| Datum      | Verze     |
| ---------- | --------- |
| 9.9.2014   | Swift 1.0 |
| 22.10.2014 | Swift 1.1 |
| 8.4.2015   | Swift 1.2 |
| 21.9.2015  | Swift 2.0 |
| 13.9.2016  | Swift 3.0 |
| 19.9.2017  | Swift 4.0 |
| 29.3.2018  | Swift 4.1 |
| 17.9.2018  | Swift 4.2 |

## Vlastnosti
Swift je z větší části obdobou Objective-C za využití moderních konceptů a syntaxe. Při jeho představení byl jednoduše představen jako „Objective-C bez C“
Swift na rozdíl od Objective-C nevyužívá pointery, v případě potřeby je však možné je využít. Dále byl nahrazen smalltalkový způsob volání metod za tečkovou notaci a jmenné prostory, což je běžné v ostatních C-like jazycích, jako je například Java nebo C#. Swift přináší pojmenované parametry a zachovává klíčové vlastnosti Objective-C, často při zjednodušení syntaxe.

### Typy a proměnné
Cocoa a Cocoa Touch obsahuje mnoho tříd, které byly součástí knihovny Foundation Kit. Patří mezi ně například NSString, pro práci s Unicode řetězci, nebo kolekce NSArray a NSDictionary. Objective-C pomocí syntaktického cukru umožňuje jednoduché vytvoření těchto objektů, ale po jejich vytvoření je nutné s nimi manipulovat pomocí volání objektových metod. Pro příklad následuje spojení dvou NSString objektů:
```
NSString
 
*
str
 
=
 
@"hello,"
;

str
 
=
 
[
str
 
stringByAppendingString
:
@" world"
];

```

Ve Swiftu je mnoho těchto základních typů přímo v jazyce a může s nimi být i přímo manipulováno. Například řetězce jsou neviditelně mapovány na NSString (když je Foundation importována) a spojení řetězců vypadá následovně:
```
var
 
str
 
=
 
"hello,"

str
 
+=
 
" world"

```

Foundation Kit obsahuje pro téměř každou třídu dvě její verze, mutable verzi, která může být modifikována za běhu programu, a immutable verzi, která může být po vytvoření pouze čtena. Swift v tomto pokračuje a tuto vlastnost rozšiřuje na všechny typy, primitivní i komplexní. Při deklarování hodnoty se pomocí klíčového slova let určí, že se jedná o immutable konstantu. Mutable proměnné se deklarují pomocí klíčového slova var.
Další důležitou částí jazyka Swift je option typ, který může ale nemusí obsahovat hodnotu. Optionály jsou značeny znakem ? za typem:
```
var
 
myOptionalString
:
String
?
 
=
 
"Hello"

```

Tímto je možné dosáhnout podobného chování jako u pointerů v jazyce C, kde pointer může, ale i nemusí obsahovat hodnotu. Toto může být výhodné například v následujících případech:
- Hodnota tu být může i nemusí. Například prostřední jméno u třídy Osoba
- Hledání v kolekci nic nenajde
- Metoda při chybě nevrátí nic
- Pro slabé (weak) vlastnosti ve třídách mohou být nastaveny na nil
- Pro velké prostředky, které mohou být uvolněny pro navrácení paměti.

Výhodou tohoto značení je také to, že programátor hned ví, u které proměnné je nutné provést kontrolu na null pointer.
Swift také podporuje omezení k objektům v následujících třech úrovních: public, internal a private. Na rozdíl od ostatních objektově orientovaných jazyků je ignorována dědičnost. Private naznačuje, že objekt je přístupný jen z jeho zdrojového souboru, „internal“ omezuje přístup na modul a „public“ umožňuje přístup z jakéhokoliv modulu. V jiných jazycích přítomné „protected“ Swift nezná, což se setkalo s jistou kontroverzí.

### Knihovny, runtime a vývoj
Swift využívá stejný runtime pro Objective-C na systémech Mac OS i iOS. To znamená, že programy ve Swiftu mohou být spuštěny na vícero existujících platformách. Důležitějším důsledkem je ale to, že jeden program může být zároveň naprogramován ve Swiftu, Objective-C ale i v C a C++.
Pro zjednodušení vývoje aplikací a znovupoužití stávajícího kódu nabízí Xcode poloautomatický systém, který vytváří a spravuje „přemosťovací hlavičkové soubory“ pro zpřístupnění Objective-C kódu pro Swift. Díky tomuto dokáže Swift používat typy, funkce a proměnné, jako by byly napsané ve Swiftu. Obdobně dokáže Objective-C přistupovat k Swift kódu. Tímto ale nelze použít vlastnosti jazyka Swift, které Objective-C neumí, jako například generické typy nebo identifikátory v Unicode.

### Správa paměti
Swift používá automatické počítání referencí (ARC) pro správu paměti. Jedním z problémů ARC je možné vytvoření strong reference cycle, kde dvě odlišné instance na sebe navzájem odkazují. Swift proto poskytuje klíčová slova weak a unowned, které tomu dokáží zabránit. Vztahy rodič-potomek běžně používají silné reference, zatímco potomek-rodič může použít slabé reference, kde potomci a rodičové mohou být na sobě nezávislí, nebo unowned, kde potomek má vždy rodiče, ale rodič nemusí mít potomka.

### Porovnání s Objective-C

#### Podobné vlastnosti
- Základní číselné typy (Int, UInt, Float, Double)
- Většina operátorů z C je i ve Swiftu, jsou ale přidány i nové.
- Složené závorky jsou použity pro seskupení příkazů.
- Proměnné jsou přiřazeny pomocí = a porovnány pomocí ==. Nový operátor === ověří, zda se jedná o stejný objekt.
- Hranaté závorky jsou použity u polí pro deklaraci i získání hodnoty pole.
- for, while, if, switch jsou podobné, mají ale rozšířenou funkcionalitu. Například for in iteruje přes kolekci nebo switch s case, které nejsou číslem.
- Třídní metody jsou zděděné, stejně jako metody instancí.

#### Rozdílné vlastnosti
- Příkazy nemusí být ukončené středníkem (;), je ho ale možné použít k oddělení více příkazů na jednom řádku
- Hlavičkové soubory nejsou vyžadované
- Typová kontrola
- Type inference
- Generické programování
- Funkce jsou first-class objekty
- Operátory mohou být předefinovány pro třídu a nové operátory mohou být vytvořeny
- Plná podpora Unicode
- Chybí ošetřování výjimek
- Mnoho vlastností jazyků C, ve kterých lze jednoduše udělat chybu, bylo upraveno:
  - Ukazatel není v základu přístupný
  - Přiřazení nevrací hodnotu. Proto if (i=0) způsobí chybu při kompilaci
  - Ve switch bloku není potřebné používat break. Při použití falltrough je zachováno původní chování
  - Proměnné a konstanty jsou vždy inicializovány a hranice polí jsou vždy kontrolovány
  - Přetečení, které není v C definováno, je zachyceno při běhu programu. Speciální operátory &+, &-, &*, &/ a &% přetečení umožňují.

## Ukázka kódu
```
// Toto je komentář na jednom řádku

/* toto je komentář

   napsaný na více řádcích */

/* Víceřádkové komentáře

   /* mohou být vnořeny! */

   takže je možné zakomentovat kód, který obsahuje komentáře

*/

// Proměnné ve Swiftu začínají na „var“, následovány jménem, typem a hodnotou

var
 
explicitDouble
:
 
Double
 
=
 
70

// Pokud je typ vynechán, bude použit typ výchozí hodnoty

var
 
implicitInteger
 
=
 
70

var
 
implicitDouble
 
=
 
70.0

var
 
国
 
=
 
"日本"

// Konstanty jsou definovány pomocí „let“, následovány jménem, typem a hodnotou

let
 
numberOfBananas
:
 
Int
 
=
 
10

//Pokud je typ vynechán, bude použit typ výchozí hodnoty

let
 
numberOfApples
 
=
 
3

let
 
numberOfOranges
 
=
 
5

// Hodnoty proměnných mohou být použity v řetězcích následujícím způsobem

let
 
appleSummary
 
=
 
"Mám 
\(
numberOfApples
)
 jablek."

let
 
fruitSummary
 
=
 
"Mám
\(
numberOfApples
 
+
 
numberOfOranges
)
 kusů ovoce."

// in playgrounds, code can be placed in the global scope

print
(
"Hello, world"
)

// definice pole

var
 
fruits
 
=
 
[
"mango"
,
 
"kiwi"
,
 
"avocado"
]

// ukázka if podmínky

if
 
fruits
.
isEmpty
 
{

    
print
(
"No fruits in my array."
)

}
 
else
 
{

    
print
(
"There are 
\(
fruits
.
count
)
 items in my array"
)

}

//definice slovníky se jménem a věkem

let
 
people
 
=
 
[
"Anna"
:
 
67
,
 
"Beto"
:
 
8
,
 
"Jack"
:
 
33
,
 
"Sam"
:
 
25
]

// ukázka získání více hodnot v jednom průběhu iterace

for
 
(
name
,
 
age
)
 
in
 
people
 
{

    
print
(
"
\(
name
)
 is 
\(
age
)
 years old."
)

}

// funkce a metody jsou definovány pomocí „func“

// návratový typ je definován pomocí ->

func
 
sayHello
(
personName
:
 
String
)
 
->
 
String
 
{

    
let
 
greeting
 
=
 
"Ahoj, "
 
+
 
personName
 
+
 
"!"

    
return
 
greeting

}

// vytiskne „Ahoj, Jane!“

print
(
sayHello
(
"Jane"
))

// parameter names can be made external and required for calling

// the external name can be the same as the parameter name by

// prefixing with an octothorpe (#)

// or can be defined separately.

func
 
sayAge
(#
personName
:
 
String
,
 
personAge
 
Age
:
 
Int
)
 
->
 
String
 
{

    
let
 
result
 
=
 
"
\(
personName
)
 is 
\(
Age
)
 years old."

    
return
 
result

}

//Je také možné specifikovat jméno parametru

print
(
sayAge
(
personName
:
 
"Jane"
,
 
personAge
:
 
42
))

```